# Oxynema thaianum
Oxynema thaianum ist ein Bakterium und zählt zu den Cyanobakterien, welche umgangssprachlich auch als Blaualgen bezeichnet werden. Diese Art ist in Untersuchung für  die Herstellung von antibakteriellen Mittel gegen resistente Keime von Escherichia coli und Klebsiella pneumoniae.

## Merkmale und Stoffwechsel
Oxynema thaianum bildete Trichome („Zellfäden“). Sie sind blau-grün, seltener oliv-grün oder dunkelgrün gefärbt. Die Trichome sind zylindrisch, an den Enden verengt und leicht gebogen. Die endständigen Zellen sind länglicher, kegelförmig verschmälert und scharf zugespitzt. Eine Kalyptra ist nicht vorhanden. Die Thylakoide innerhalb der Zellen sind radial angeordnet, ähnlich wie bei der Gattung Microcoleus und dem Phormidium-autumnale-Typ.
Die eng verwandte und morphologisch sehr ähnliche Art O. lloydianum unterscheidet sich von O. thaianum u. a. durch sehr leichte Einschnürungen an den Querwänden und durch die Länge der Zellen: Bei O. thaianum  sind die Zellen deutlich kürzer als breit oder isodiametrisch, bei O. lloydianum ist die Länge variabel. Die Zellen von O. thaianum zeigen eine Länge zwischen 2,2 und 3 μm. Einschnürungen treten bei O. thaianum nur kurz vor dem Zerfall zu kurzen Hormononien auf.
Wie für Blaualgen typisch, führt sie eine oxygene, also Sauerstoff freisetzende, Photosynthese durch.

## Systematik
Oxynema thaianum zählt zu den Cyanobacteria (Cyanobakterien, Blaugrünalgen oder Blaualgen). Es wird hier der Familie Microcoleaceae zugeordnet. Diese Familie zählt zu der Ordnung der Oscillatoriales. Sie wurde im Jahr 2012 erstellt. Neben O. thaianum zählen noch die zwei Arten O. lloydianum und O. thaianum zu der Gattung Oxynema (Stand Februar 2021).

## Ökologie
Oxynema thaianum kommt in den Salinen von Petchaburi in Thailand in Matten auf nassem, salzhaltigem Boden oder manchmal auch auf dem Boden in seichtem Gewässer vor. Die die Art ist salzliebend (halophil). Es zeigt bestes Wachstum bei Konzentrationen von Natriumchlorid (NaCl) von 15 %. Bei Salzgehalten zwischen 0 und 10 % tritt relativ geringes Wachstum auf. Bei 40 % Salzgehalt ist das Wachstum noch einmal deutlich geringer.
Auch die nah verwandte Art Oxynema lloydianum (früher als "Phormidium lloydianum" geführt) wurde aus Wasser mit hohen Salzgehalten in der Bretagne (Frankreich) beschrieben. Diese Art wurde auch an anderen Orten der westeuropäischen Meeresküsten, im schwarzen Meer und in Westsibirien gefunden.